# Puerto de San Vicente (España)
Puerto de San Vicente es un municipio y localidad española de la provincia de Toledo, en la comunidad autónoma de Castilla-La Mancha. El término municipal tiene una población de 147 habitantes (INE 2024).

## Toponimia
El término "Puerto de San Vicente" se deriva de la situación donde se encuentra la población, en un puerto o collado, y del culto a San Vicente Mártir.

## Geografía

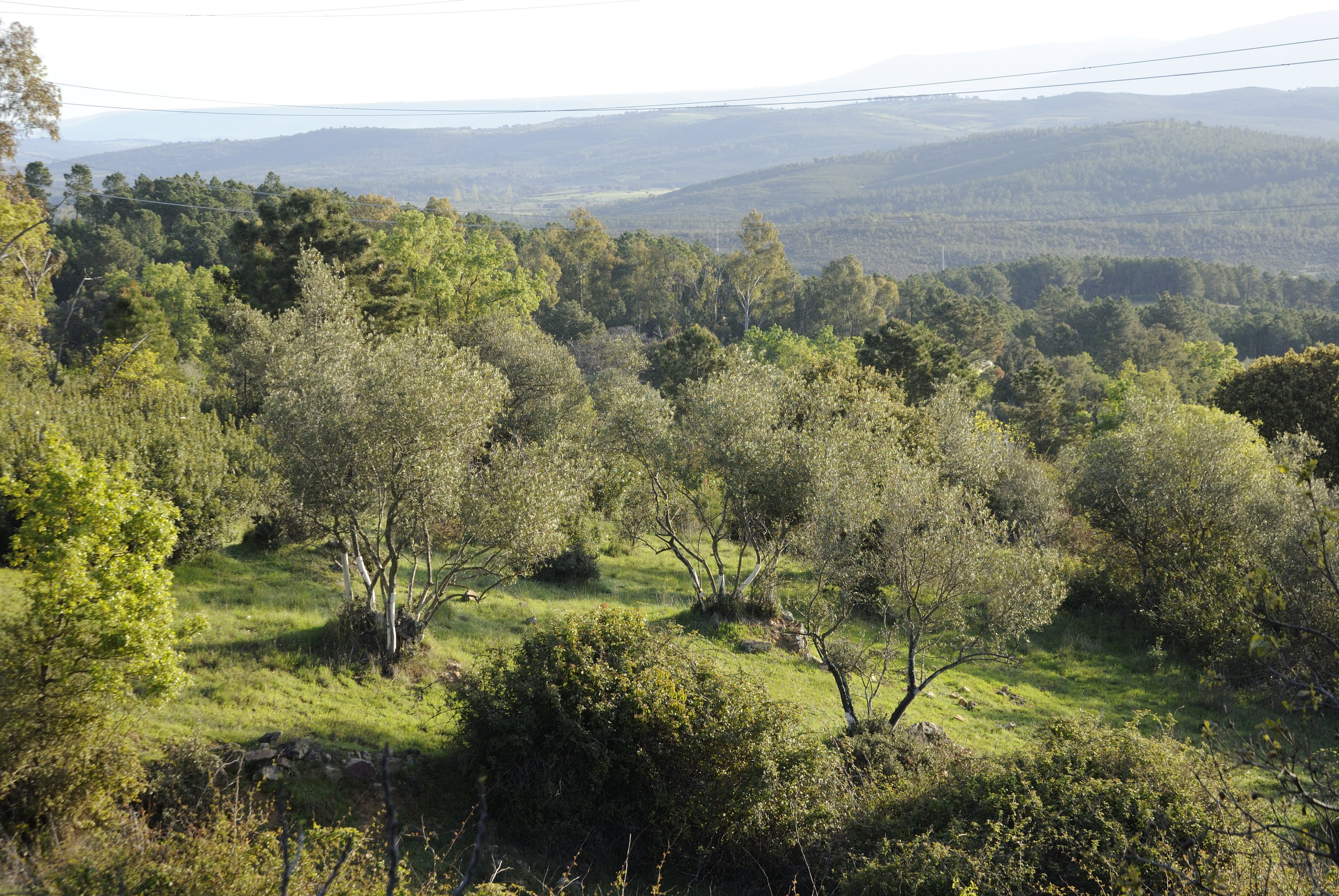
Paraje típico de olivar y bosque mixto del término municipal

El municipio se encuentra situado en la comarca de La Jara y linda con los términos municipales de Alía en la provincia de Cáceres y Mohedas de la Jara, El Campillo de la Jara y Sevilleja de la Jara en la de Toledo.

## Historia
Es probable que en la época visigoda hubiera una iglesia dedicada a San Vicente reconstruida durante el medievo y que habría sido el origen de la población.
Por la zona pasaba una antigua calzada romana utilizada durante el medievo, sobre todo cuando el monasterio de Santa María de Guadalupe fue adquiriendo renombre.

## Demografía
Cuenta con una población de 147 habitantes (INE 2024).
| Gráfica de evolución demográfica de Puerto de San Vicente entre 1842 y 2021                                           |
| |
| Población de derecho según los censos de población del INE. Población de hecho según los censos de población del INE. |

## Administración
| Periodo   | Nombre                 | Partido |
| --------- | ---------------------- | ------- |
| 1979-1983 | Pedro Aceituno Muñoz   | PCE     |
| 1983-1987 | Pedro Aceituno Muñoz   | PCE     |
| 1987-1991 | Pedro Aceituno Muñoz   | PSOE    |
| 1991-1995 | Pedro Aceituno Muñoz   | PSOE    |
| 1995-1999 | Javier González Blanco | PP      |
| 1999-2003 | Javier González Blanco | PP      |
| 2003-2007 | Javier González Blanco | PP      |
| 2007-2011 | Felicidad Oliva Muñoz  | PSOE    |
| 2011-2015 | Felicidad Oliva Muñoz  | PSOE    |
| 2015-2019 | Felicidad Oliva Muñoz  | PSOE    |
| 2019-2023 | Felicidad Oliva Muñoz  | PSOE    |
| 2023-act. | Arturo Gómez López     | PP      |

## Fiestas
- 22 de enero: celebración de San Vicente.
- 24 de agosto: fiestas patronales de San Bartolomé.